# Jackass Number Two
Jackass Number Two er en amerikansk komedie fra 2006. Filmen er opfølgeren til Jackass: The Movie (2002), begge baseret på MTV-serien Jackass. I filmen medvirker de originale Jackass-stjerner: Johnny Knoxville, Bam Margera, Chris Pontius, Steve-O, Ryan Dunn, Dave England, Jason "Wee Man" Acuña, Preston Lacy og Ehren McGhehey. Filmen blev instrueret af Jeff Tremaine, der også instruerede Jackass: The Movie og producerede Jackass tv-serien. Filmen blev produceret af Dickhouse Productions og MTV Films og distribueret af Paramount Pictures.
Mike Judge, Luke Wilson og Willie Garson er også med på rulleteksterne og i slettede scener. 
Filmen modtog positive anmeldelser fra kritikerne, og var også en box office succes, hvilket tjente filmen næsten 85 millioner dollars på verdensplan mod et produktionsbudget på kun $ 11,5 mio.